# تاندل (فیلم ۲۰۲۵)
تاندل (ت.ت. 'ناخدای قایق') فیلم هندی عاشقانه اکشن دلهره‌آور به زبان تلوگو است که در سال ۲۰۲۵ اکران گردید، کارگردان و فیلمنامه‌نویس آن چاندو موندتی است. در این فیلم که توسط بانی واس و زیر نظر شرکت گیتا آرتس تهیه گردید، بازیگران اصلی نگا چایتانیا و سای پالاوی هستند. این فیلم بر اساس یک حادثه واقعی که در سال ۲۰۱۸ رخ داد، ساخته شده است و چگونگی دستگیری یک ماهیگیر اهل سریکاکولم توسط نیروهای پاکستانی در آب‌های بین‌المللی را به نمایش می‌گذارد.
ابتدا برنامه‌ریزی شده بود تا تاندل در ماه ژانویه ۲۰۲۵ به مناسبت جشنواره سانکرانتی اکران شود، اما به تعویق افتاد. فیلم در روز ۷ فوریه ۲۰۲۵ در سینماها اکران شد و با واکنش‌های متفاوتی از سوی منتقدان مواجه شد. این فیلم در سراسر جهان بیش از ۱۰۰ کرور روپیه فروش داشت و تا اوایل ماه مه، رتبه چهارم فیلم پرفروش تلوگو در سال ۲۰۲۵ را در اختیار داشت.